# Yves Salesse
Vous êtes invité à donner votre avis sur cette page de discussion, de manière argumentée en vous aidant notamment des critères d’admissibilité ou en présentant des sources extérieures et sérieuses.  
Après avoir apposé le modèle {{Admissibilité}} sur une page, suivez les étapes expliquées sur Wikipédia:Débat d'admissibilité/Aide :
| 1. | Créez la page de débat d'admissibilité.                                                                      | Sauvegardez d’abord la page pour l’initialiser puis indiquez votre motivation.      |
| 2. | Important : ajoutez une entrée dans la section Débat d'admissibilité du jour.                                | Utilisez ce texte : *{{L\|Yves Salesse}}                                            |
| 3. | Pensez à informer les contributeurs principaux de la page et les projets associés lorsque cela est possible. | Utilisez ce texte : {{subst:Avertissement débat d'admissibilité\|Yves Salesse}}~~~~ |

Pour les articles homonymes, voir Salesse.
 (avril 2022).
Yves Salesse est un haut fonctionnaire français né en 1945, qui fut dirigeant national de la Ligue communiste révolutionnaire (LCR) et militant syndical à la gare du Nord pendant une dizaine d'années.

## Biographie
Après l'ENA, il rejoint le Conseil d'État. De 1997 à 1999, il est responsable de la politique européenne du cabinet du ministre des transports et de l'équipement Jean-Claude Gayssot . Il est l'initiateur de l'appel des 200.
Membre de la Ligue communiste révolutionnaire dans les années 1970, Yves Salesse participe à la création de la fondation Copernic en 1998, avec notamment Jacques Kergoat et Clémentine Autain. 
En 2002, il est un des initiateurs des États généraux contre le MEDEF. Il est coprésident jusqu'en 2006, date où il décide de se libérer de ses responsabilités pour participer à la campagne présidentielle de 2007[réf. nécessaire].
Il s'est investi dans les collectifs du 29 mai, puis dans les collectifs unitaires, coordonnant par exemple pour ces derniers le travail d'élaboration du programme commun. À la suite d'un article de Raoul-Marc Jennar, Yves Salesse est pressenti comme un des possibles candidats à l'élection présidentielle pouvant unifier le « non de gauche » du 29 mai, et donc la gauche antilibérale,.
Le 1er février 2007, après la confirmation de la candidature de José Bové, il affiche son soutien à cette candidature,.
Il a depuis rejoint la FASE (Fédération pour une alternative sociale et écologique).
Le 29 août 2024, il est accusé publiquement par Vanessa Rousset, fondatrice, en 2016, de la société de gestion de biens immobiliers AMDG, d'abus sexuels. Les faits remontent à la fin des années 90, au moment où Yves Salesse était conseiller spécial du ministre Jean-Claude Gayssot.

## Publications
- Manifeste pour une autre Europe aux éditions Félin (2004)[12]
- Pour sortir du libéralisme aux éditions Syllepse avec Christine Delphy (2002)
- Réformes et révolution : propositions pour une gauche de gauche aux éditions Agone (2001)
- L'Europe que nous voulons aux éditions Fayard (1999)
- Propositions pour une autre Europe : construire Babel aux éditions du Félin (1997)
- Mayotte, l'illusion de la France, propositions pour une décolonisation aux éditions l'Harmattan (1995)